# Hoa Kim Nhật Thành

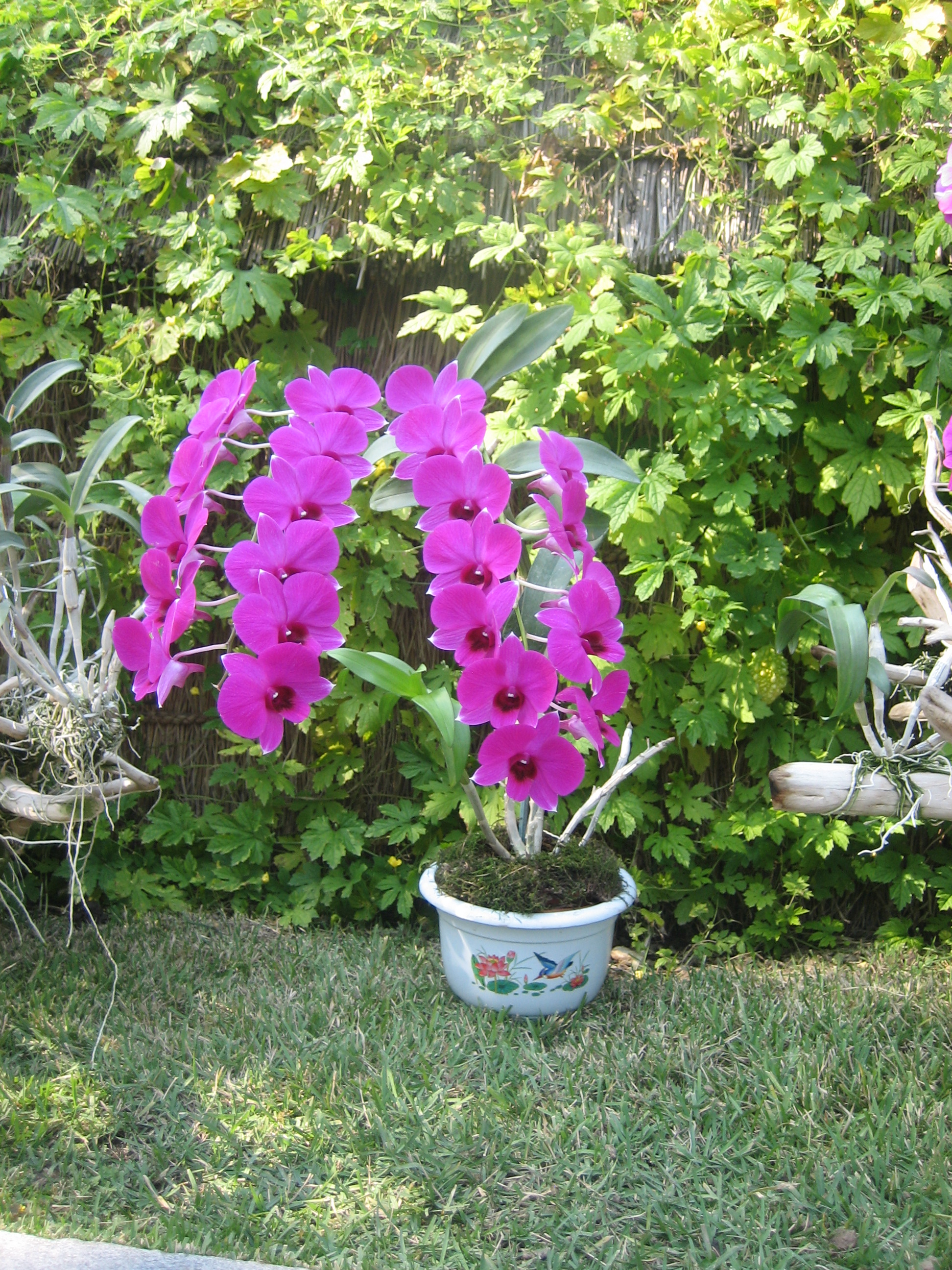
Hoa Kim Nhật Thành

Hoa Kim Nhật Thành là một loại cây trồng lai thuộc chi Lan hoàng thảo của họ Lan được cấy ở Indonesia bởi nhà trồng hoa lan C. L. Bundt, vào năm 1964 đã đăng ký tên Dendrobium Clara Bundt cho tất cả các hoa có nguồn gốc này, đặt theo tên con gái ông Có một dự tính đặt tên hoa này theo chủ tịch vĩnh viễn của Cộng hòa Dân chủ Nhân dân Triều Tiên Kim Nhật Thành nhưng không thành công, bây giờ nó được xem là một từ đồng nghĩa với Dendrobium Clara Bundt. Một loài hoa khác mang tên Hoa Kim Chính Nhật, được đặt theo tên con trai của ông. Cả hai loài hoa Kim Nhật Thành và hoa Kim Chính Nhật đều không phải là quốc hoa của Bắc Triều Tiên. Quốc hoa của đất nước này là Mộc lan.
Chính phủ Bắc Triều Tiên nói rằng tính cách độc nhất vô nhị của Kim Nhật Thành được "phản ánh đầy đủ trong loài hoa bất tử" với đặc tính "nở ở bất cứ nơi đâu trên năm châu lục".

## Tên gọi
Theo quyển sách phát hành tại Bình Nhưỡng Triều Tiên trong thế kỷ 20: 100 Sự kiện Quan trọng, thì khi Kim Nhật Thành đến Indonesia để gặp mặt người bạn thân của mình là Sukarno, ông đã đi tham quan Vườn bách thảo Bogor, nơi:
Ông dừng chân trước một loài hoa đặc biệt, thân của nó dài thẳng, lá của nó trải đều cân bằng, mang dáng vẻ điềm tĩnh, và những bông hoa màu hồng của cây toát lên vẻ tao nhã và đài các của chúng; ông nói loài cây trông thú vị, nói rằng đánh giá cao thành công trong việc trồng nó. Sukarno nói rằng đây là loài cây chưa được đặt tên, và rằng ông sẽ đặt tên nó là Kim Nhật Thành. Kim Nhật Thành đã từ chối lời đề nghị của này, nhưng Sukarno đã tha thiết rằng sự tôn trọng Kim Nhật Thành bằng cách đặt tên giống như một vinh dự tuyệt vời, vì ông đã sẵn sàng dấn thân vào các hoạt động cực kỳ dũng cảm vì lợi ích của nhân loại.

## Lễ hội thường niên
Triển lãm hoa Kim Nhật Thành được tổ chức hàng năm tại Bình Nhưỡng. Theo truyền thống, các đại sứ quán nước ngoài tại Bắc Triều Tiên sẽ đem đóa hoa của họ đến trưng bày.